# Campaña de Ambela
La Campaña de Ambela de 1863 fue realizada por los británicos en el territorio montañoso ubicado al norte de sus dominios en la India, en la actual provincia de Khyber Pakhtunkhwa (Pakistán). Previsto como una incursión más sobre rebeldes y bandidos fronterizos, la falta de previsión en comunicar los alcances de la operación a los jefes locales impulsó a las tribus a la lucha. La campaña se extendió por varios meses y fue la más costosa de las efectuadas por los británicos en la India hasta ese momento.

## Campaña de Ambela

### Antecedentes
En octubre de 1863, fuerzas británicas y nativas a su servicio se concentraron en Nowa-Killa (Yuzufzai). Allí las tropas fueron equipadas para operar en las montañas orientales. El objetivo consistía en destruir la fortaleza de Malka (Mulka), en las montañas Mahabun, más allá de las fronteras controladas por los británicos.
Malka había recibido años atrás a Syed Ahmed Shaheed (1786–1831) y sus hombres en su yihad hasta la derrota del movimiento wahabita por los sikhs que terminó en la destrucción de la villa en 1831. Muchos de sus hombres, conocidos también como fanáticos Sitana (Sathana) por la villa que Ahmed Shaheed había fundado al pie de las montañas y a orillas del río Indo permanecerían en la zona.
Tras la represión de la Rebelión en la India de 1857 muchos rebeldes se refugiaron en las fronteras más inaccesibles, sea en las tierras de las tribus pastunes de los Yusufzai (o Yousafzais ), o a lo largo de la frontera de Mardan y Swabi.
Malka era considerado el principal refugio de esos refugiados hindostaníes, y la amenaza sobre la frontera causaba suficiente preocupación a los británicos por lo que tras conocerse la reocupación de Sitana decidieron atacar y tras destruir nuevamente esa villa en 1858, planearon lanzar una campaña masiva sobre los valles de los Yusufzai, donde desde tiempos del emperador Akbar nadie se había aventurado.

### Inicio de la campaña

Actual distrito de Buner, provincia de Khyber Pakhtunkhwa (Pakistán)

El brigadier general Sir Neville Bowles Chamberlain, quien comandaría la expedición, decidió marchar por el paso Ambela ('Ambelah, Ambeyla, Umbeyla, Umbela o Umballa) y el valle de Chumla (Chinglai o Chinglae), ya que la ruta directa por el paso Chinglai estaba interrumpida. Tras establecer una base en Roostum (en la entrada del paso Ambela), donde dejó a los enfermos custodiados por 99 hombres del Regimiento n.º 71 Highlanders, el 19 de octubre Chamberlain inició el avance dividiendo a sus hombres en dos divisiones, la primera, de tropas nativas al mando del teniente coronel Wilde, en vanguardia, y la segunda de tropas europeas a su mando directo. 
Las tropas al mando de Chamberlain estaban compuestas por:
Fuerzas regulares
- media batería de la Royal Artillery (3 cañones transportados por elefantes, capitán Tulloh)
- el regimiento n.º 71 Highlanders (coronel Hope)
- el regimiento n.º 101 Royal Bengal Fusiliers (teniente coronel Salusbury)
- 2 compañías de cipayos
- el regimiento n.º 20 de infantería nativa
- el regimiento n.º 32 de infantería nativa
- el regimiento n.º 11 de caballería nativa de Bengala

Fuerzas irregulares de Punjab:
- 2 baterías de artillería de montaña (8 pequeños cañones sobre mulas)
- Reguimiento de Guías de infantería nativa
- Regimientos 1.º, 3.º, 5.º y 6.º de infantería nativa
- Regimiento n.º 5 de Gurkas
- Guías de caballería

Para el 21 las tropas habían pasado, no así el equipaje, y el 22 se producía un primer e inesperado ataque sobre la vanguardia en exploración del Valle Chumla efectuado por el clan yusufzai de los Bonair (Bunair, Boneyir, Booner, Buner, Bunerwals).
Chamberlain contaba con la neutralidad de los Bonair (no simpatizaban con los sitana) pero en pos de mantener el secreto de la operación había omitido informar a la tribu de la misma. Recién el 19 envió una proclama a las tribus advirtiendo las intenciones británicas, pero era demasiado tarde y el medio no era el adecuado.
En cambio, los sitana al advertir la concentración de tropas británicas, habían advertido con tiempo a los bonair que «Los malvados infieles saquearán y devastarán todo el territorio montañoso especialmente las provincias de Chumla, Bonair y Swat y anexarán estos países a sus dominios (…) son extremadamente engañoso y traicioneros y harán lo necesario para entrar en estas colinas, declararán que no tienen problemas con la gente del país, que su pelea es con los Hindostaníes, (…) que regresarán inmediatamente después de haber extirpado a los Hindostanees y que no van a interferir con su país (…) por lo tanto es apropiado no ceder a su engaño».
Al trasponer el paso la división británica las tribus vieron confirmada la advertencia y se lanzaron de inmediato a la lucha reuniendo pronto entre 15000 y 20000 combatientes. Los miembros de la tribu contaban con pocas armas de fuego por lo que lucharon con piedras (desde los desfiladeros) y cortas espadas para el combate cuerpo a cuerpo. 
Chamberlain hizo levantar parapetos al frente en el valle defendidos por la división europea y desplegó a los nativos en las colinas de los flancos, mientras ordenaba que el regimiento n.º 14 de Sikhs dejara sus posiciones en Nowa-Killa y se adelantara a Roostum para proteger sus comunicaciones. El 23 comunicaba su situación y asumía que existiendo «una poderosa y guerrera tribu, como los Bonair, en abierta hostilidad sobre el flanco izquierdo de nuestra línea de marcha y en una posición a la cual pueden siempre retornar tras ser batidos y desalojados, es imposible perseverar en el plan de operaciones».

### Una "larga detención"
El 24 se presentaron en el valle de Chumla una fuerte división de los Bonair y un destacamento de sitanas al mando de Mobarik Shah.
El 25 tropas de Punjab y destacamentos del 71.º participaron con éxito en ataques limitados sobre posiciones enemigas en altura que amenazaban el flanco derecho británico. Para esas fechas Chamberlain tenía la sospecha de que los Bonair habían solicitado el auxilio del Akhoond de Swat, líder religioso cuya influencia sobre las tribus el comandante británico comparaba con la del Papa sobre sus fieles.
El 26 Chamberlain reforzó con tropas del 71.º y del Punjab la posición conocida como Nido del Águila Eagle, al mando del coronel Vaughan. Al mediodía los bonair lanzaron un feroz ataque que causó 129 bajas, principalmente entre los irrgulares del Punjab.
El 30 de octubre el regimiento 71.º, junto al 101.º y la artillería regular, repelió un desordenado pero firme ataque enemigo sobre la línea del valle. Las bajas ascendieron a 53 hombres.
El 31 Chamberlain informaba la llegada de las primeras fuerzas movilizadas por el Akhoond con influencia en la región y predecía una segura reunión de los Bajour y los Mullazyes de Dher, entre otras tribus, en lo que temía se convertiría en foco de todas las tribus entre el Indo y Kabul.
Para entonces se habían reunido a los británicos el Regimiento n.º 14, el Regimiento n.º 4 de Gurkas y 2 cañones de la artillería del Punjab.
Considerando que peligraban sus comunicaciones con la base en Eusofzye si se cerraba el paso de Ambela, Chamberlain dispuso iniciar la construcción de una ruta alternativa que se desprendería del flanco derecho rumbo a las estribaciones de Mahabun y otra que se adentraría en el valle de Chumla rumbo al pueblo de Ambela para facilitar un eventual avance.
Durante los siguientes días el 71.º ayudó junto a destacamentos de los Gurkas y los guías a proteger la construcción de esta última carretera. El 6 de noviembre un destacamento que daba protección a los trabajadores fue rodeado. En el combate cayeron el mayor Harding y el número de bajas ascendió a 79.
La llegada de 3000 hombres de refuerzo desde Bajour impulsó a las tribus a una nueva ofensiva. 
Durante la noche del 12 de noviembre alrededor de 2000 hombres atacaron tenazmente el pico Craig, una colina rocosa defendida por 160 soldados al mando del mayor Brownlow que con el apoyo de la artillería de montaña al mando de Hughes consiguieron resistir el asalto.
Sin embargo, en la mañana renovaron el ataque sobre el pico Craig defendida por tropas del 1.º de infantería de Punjab al mando del teniente Davidson y consiguieron ocupar la posición. La situación británica era crítica: las posiciones defensivas vecinas se tornaban indefendibles y el pánico se apoderó de los nativos que acompañaban con su ganado al ejército, quienes se abalanzaron con sus animales desde la colina sobre el campamento extendiendo el desorden y la confusión. Mientras los oficiales procuraban formar una línea de defensa, Chamberlain envió al 101.º de fusileros de Bengala, que había permanecido en armas, a retomar a toda costa la cima, lo que consiguieron al segundo asalto salvando la situación. Las bajas totales ascendían a 159 hombres, las mayores de la campaña.
Ante lo sucedido y la demora en recibir refuerzos significativos, en la noche del 17 al 18 de noviembre los británicos se replegaron sigilosamente a las alturas del flanco derecho, abandonando las del flanco izquierdo (las montañas Gooroo) y el valle, concentrando sus fuerzas en las alturas de la derecha, con el pico Craig como punto vital de la defensa. Si bien perdía el acceso seguro al paso Ambela, el avance de las obras de la carretera lo tornaban innecesario.
En la mañana las tribus ocuparon el valle y se lanzaron sobre las nuevas posiciones.
Tras un primer ataque sobre una batería, repelido por dos compañías del 71.º al mando del mayor Parker y una del 101.º, el enemigo se lanzó sobre el flanco izquierdo atacando en repetidas oleadas la posición defendida duramente por 130 hombres del regimiento n.º 14 de Sikhs (mayor Ross), quienes habían sufrido 72 bajas. Una compañía del 71.º al mando del capitán C.F.Smith acudió en defensa de la posición hasta que al anochecer, tras varias horas de lucha, recibió órdenes de replegarse tras la principal línea de defensa. El total de bajas fue de 119 hombres.
Ese mismo día, Chamberlain informó su situación y solicitó urgentes refuerzos.
El 19 el regimiento 71.º defendió exitosamente Lalloo, sufriendo tres heridos, entre ellos el capitán Aldridge.
En la mañana del 20 de noviembre las tribus se lanzaron en un ataque masivo sobre el pico Craig, cuya posesión había sido disputada repetidamente. Los defensores, un centenar de hombres del 101.º y otros tantos del 20.º, resistieron hasta las 3 de la tarde cuando la cima cayó en poder de las tribus.
Chamberlain reunió al 71.º al mando de Hope, al 5.º de Gurkas y al 5.º de infantería de Punjab y con el apoyo de la artillería los lanzó a recuperar la posición. Hope formó al 71.º al pie de la colina y envió a los Gurkas a flanquearla. Hope marchó al frente de sus hombres acompañado por el mismo Chamberlain. El asalto rápido y frontal colina arriba se efectuó bajo el fuego de mosquetes, incluyendo los fusiles capturados a las tropas nativas, y sorteando una lluvia de piedras y troncos lanzados por las tribus. Tras sufrir numerosas bajas la cima volvió a manos británicas. Los británicos tuvieron 137 bajas en las acciones de ese día, incluyendo al coronel Hope, herido en un muslo, y a Chamberlain, quien resultó gravemente herido en un brazo, razón por la cual debió resignar el mando en el mayor general John Garvock.
El total de bajas durante la campaña hasta ese momento era de 231 muertos (14 oficiales británicos, 4 nativos y 213 soldados) y 500 heridos (15 oficiales británicos, 17 nativos y 468 soldados), 731 hombres en total.

### Cambio de mandos
Si bien tras los combates del 20 y tras las duras pérdidas acumuladas en la campaña las tribus habían suspendido los ataques, las informaciones que llegaban al gobierno de la India indicaban que se produciría en breve una convergencia general de tribus. Emisarios de Kabul y Jellalabad se habían ya reunido a esos efectos con el Akhoond, y los bonair ya habían sido reforzados por 6000 combatientes de Ghuzzun Khan, caudillo de Dher. Nada se sabía del virrey Lord Eglin, quien se encontraba de viaje e incomunicado, por lo que miembros del gobierno de Calcuta impulsaron una retirada general. Sir Hugh Rose, Comandante en Jefe de las fuerzas británicas en la India apeló esa decisión mientras movilizaba con urgencia tropas hacia el norte.
Tras conocerse la muerte de Eglin acaecida el mismo día 20 de noviembre, el 2 de diciembre se hizo cargo del gobierno Sir William Denison quien indujo a los miembros del Consejo a reconsiderar su decisión y tras conseguirlo telegrafió a Lahore aprobando la iniciativa de Rose.
Por su parte, los británicos finalmente acordaron una reunión con los khans de los bonair a través de las gestiones de Ajab Khan y Aziz Khan de Sudham (distrito de Mardan). 
Los bonair deseaban la paz: habían sufrido el grueso de las bajas de la campaña, sus tierras estaban arrasadas y debiendo atender a las fuerzas de las tribus vecinas el hambre se extendía en su población.
El encuentro se produjo el 10 de diciembre. Los bonair manifestaron su acuerdo no sólo a suspender las hostilidades y permitir el paso sino a la solicitud de proveer fuerzas para atacar Malka. Sobre este punto manifestaron sin embargo sus dudas de que fuera aprobado por el Akhoond, lo que demostró ser una apreciación correcta: el 14 un mensajero trajo tanto la aprobación de los términos por el clan bonair y su rechazo por el Akhoond y las tribus aliadas.

#### La ofensiva
El 15 de diciembre arribó Garvock con el 7.º de Fusileros y el 93.º Highlanders, reuniendo un cuerpo de alrededor de 9000 hombres. Ese mismo día el 71.º ayudó a repeler un ataque sorpresivo sobre el pico Craig y el valle.
Intuyendo un ataque, Garvock dejó a 3000 hombres en las trincheras y al frente de dos brigadas, 4800 hombres, marchó de inmediato a lo largo del filo de la montaña en dirección a la pequeña aldea de Laloo (Lalloo), situada a dos millas del pico Craig.
Mientras Garvock realizaba un ataque frontal sobre las posiciones avanzadas enemigas sobre la altura que dominaba el poblado, el 7.º lo flanqueaba por la derecha y ocupaba la villa.
Los montañeses huyeron por los empinados claros a través de los bosques de pinos hacia los valles de Chumla. El ataque rápido e inesperado sorprendió a los jefes de los clanes, acostumbrados hasta ese momento a resolver sus movimientos en asambleas y sin urgencias. Sin conocer el asalto sobre Laloo, parte de las tribus lanzaban un ataque desde Ambela sobre las líneas en altura de la reserva británica, el que fue rechazado sin inconvenientes.
El día 16 la brigada al mando de nativos al mando de Wilde, apoyada por un regimientos de caballería ligera al mando del coronel Probyn, marchó sobre Ambela, mientras la restante al mando de Turner daba un rodeo por Laloo hasta el valle y se desplegaba en batalla. Ante la situación, las fuerzas de las tribus rehuyeron el combate. En la tarde Turner al frente de parte de su brigada (compañías de Sikhs y del 7.º) atravesó el valle, y tras superar Ambela avanzó a través de las colinas que dividen Chumla de Bonair. Allí entró en combate y con apoyo de artillería forzó la retirada. Las pérdidas británicas en esos dos días ascendían a 172 hombres.
El efecto de la rápida y eficaz ofensiva fue decisivo. Las tribus de Bajour y de Dher dejaron de insistir en la guerra y regresaron a sus tierras. El Akhoond y sus seguidores desaparecieron y tras ver incendiadas Laloo y Ambela, y sin la presión de sus aliados los jefes de los Bonair cerraron finalmente el acuerdo de paz, por el que se comprometían a destruir la aldea de Malka, distante unas 25 millas, ellos mismos acompañados sólo de unos pocos oficiales británicos que verificarían su cumplimiento.
La columna se dirigió a Malka, «un gran y hermoso pueblo recientemente construido con madera de pinos en la ladera norte de las Mahabun». El pueblo, que contenían numerosos talleres y una rudimentaria fábrica de pólvora, había sido abandonado por los sitana. El 22 de diciembre fue incendiado con lo cual finalmente el objetivo inicial de la expedición se había cumplido.
Destruida Malka sin encontrar oposición, las tropas británicas se retiraron a sus posiciones originales.

### Consecuencias
El ejército británico, fuerzas del orden de 5000 hombres, había sido inmovilizado en la cumbre del paso y sólo tras cerca de dos meses y más de 900 bajas (238 muertos y 670 heridos), el mayor número de oficiales y soldados británicos en una sola expedición militar en la India, había logrado superar la resistencia pastún en Buner. Por su parte, las bajas de sus adversarios eran estimadas en alrededor de 3000 hombres.
Si bien se había logrado el objetivo original, «la ansiedad, los gastos y las pérdidas estaban fuera de toda proporción respecto del fin alcanzado, y nuestra larga detención había quizás herido nuestro prestigio. En retrospectiva, la campaña no fue del todo satisfactoria, aunque la experiencia es valiosa y digna de la más cuidadosa consideración».